# Cisnădie
Cisnădie (denumire veche Cisnădia Mare, denumiri în dialectul săsesc De Hielt, Hilt și Helt, în germană Heltau, în maghiară Nagydisznód, Disznód) este un oraș în județul Sibiu, Transilvania, România, format din localitățile componente Cisnădie (reședința) și Cisnădioara. Se află la 10 km sud de Sibiu (Hermannstadt), pe valea pârâului Argintului (Silberbach) și a pârâului Ursului (Bärenbach), la poalele Măgurii Cisnădiei (Götzenberg),având o populație de 22.277 de locuitori conform recesământului din 2021.

## Istoric
Localitatea a fost fondată de către coloniști de etnie germană, chemați în țară de către regele Géza al II-lea al Ungariei, (1141-1161) pentru a apăra granițele regatului împotriva raidurilor cumanilor, pecenegilor, tătarilor etc.
Istoricii presupun că pe teritoriul actual al localității Cisnădie a fost fondată, în 1150, localitatea Ruetel, care a fost distrusă de năvălirile mongolilor.
Prima mențiune documentară despre o așezare pe locul actual al orașului datează din 1204, într-un document al regelui Emeric al Ungariei, sub denumirea de Rivetel.
Localitatea Heltau a fost menționată documentar pentru prima dată în anul 1323. Încă de prin 1300 a fost construită Biserica fortificată din Cisnădie, în stil romanic]], care a fost dedicată Sfintei Walpurga.
În anul 1425 în Cisnădie a fost construit primul turn cu ceas din Transilvania. Acesta este înconjurat de 2 ziduri de apărare, cel interior având și încăperi pentru păstrarea proviziilor.
În anul 1500, în urma vizitei făcute de regele Vladislav al II-lea al Ungariei, localității i s-a acordat dreptul de a ține târg anual (Marktrecht).
În secolele XV-XVII asupra localității s-au abătut atacurile turcilor, care au produs multe distrugeri. Epidemia de ciumă din 1660 a lăsat în urmă 411 de morți.
În anul 1734 în Cisnădie s-au stabilit circa 125 landleri protestanți, care au fost expulzați din regiunea lor natală Salzkammergut din teritoriile ereditare habsburgice deoarece urmau credința lor protestantă  după Martin Luther.
Biserica fortificată din Cisnădie a fost lovită de mai multe ori de trăsnet. În 1797 a fost montat pe turnul bisericii primul paratrăsnet din Transilvania.
În 1806 Cisnădia a primit de la împăratul Francisc I reînnoirea vechiului drept de a avea târg.
Din Cisnădie au plecat pe front în Primul Război Mondial 300 de bărbați, din care 66 nu s-au mai întors.
După unirea Transilvaniei cu România, Cisnădia a pierdut mare parte din pământurile sale: din 17000 de iugăre au mai rămas aprox. 5000 de iugăre.
În Al doilea Război Mondial, au fost chemați sub arme circa 500 de locuitori din Cisnădie. Din aceștia 143 au căzut pe câmpul de luptă.
În 1944 armata sovietică a organizat în Cisnădie un lagăr pentru prizonieri.
În anul 1945 870 bărbați și femei de origine germană din Cisnădie au fost deportați la muncă forțată în Uniunea Sovietică, din care 35 au murit. Majoritatea celor care au supraviețuit s-au întors în 1949 la Cisnădie, ceilați au fost duși în Germania.
Recensământul din 1941 a relevat că localitatea Cisnădie avea 5.385 locuitori, din care 3.691 de origine etnică germană. În anul 1946 localitatea Cisnădie a fost ridicată la rangul de oraș.
În anii 1950 a început exodul sașilor transilvăneni către Republica Federală Germania, mai ales pe motiv de reunificare a familiilor în care bărbații au fost deportați după al doilea război mondial. După 1989 ritmul emigrării a crescut mult.

## Monumente istorice
Aici se afla Biserica fortificată din Cisnădie.
Monumentul Eroilor Români din Primul Război Mondial este o cruce memorială construită în anul 1926, amplasată în cimitirul evanghelic. Crucea este realizată din marmură și piatră prelucrată. Ea are o înălțime de 1,60 m, la care se adaugă înălțimea soclului de 0,55 m și este împrejmuită cu un gard din beton. Pe fațada monumentului se află un înscris comemorativ: „Nu uitați și vitejia Română tot mai sus să înălțați; Noi 139 eroi căzuți în războiul din 1916. Pentru Neam“. Donatorul monumentului a fost A. Dumitrescu, fost șef al gării Cisnădie în anul 1926.

## Demografie
Componența etnică a orașului Cisnădie
     Români (83,51%)
     Alte etnii (1,67%)
     Necunoscută (14,82%)
Componența confesională a orașului Cisnădie
     Ortodocși (75,34%)
     Creștini după evanghelie (1,46%)
     Alte religii (6,77%)
     Necunoscută (16,43%)
Conform recensământului efectuat în 2021, populația orașului Cisnădie se ridică la 22.277 de locuitori, în creștere față de recensământul anterior din 2011, când fuseseră înregistrați 14.282 de locuitori. Majoritatea locuitorilor sunt români (83,51%), iar pentru 14,82% nu se cunoaște apartenența etnică. Din punct de vedere confesional, majoritatea locuitorilor sunt ortodocși (75,34%), cu o minoritate de creștini după evanghelie (1,46%), iar pentru 16,43% nu se cunoaște apartenența confesională.

### Evoluție istorică
În registrele pentru strângerea impozitelor din 1468 apăreau 221 de case în Cisnădie, ceea ce corespundea unei populații de circa 900-1000 de locuitori.
Până în 1700, populația era exclusiv de origine germană.
Recensămintele ulterioare au înregistrat o creștere a populației:
- în 1763 erau 1400 locuitori
- în 1882 erau 2864 locuitori de confesiune evanghelică
- în 1910 erau 3064 locuitori, din care 2188 de confesiune evanghelică
- în 1930 erau 3469 locuitori, din care 2528 de confesiune evanghelică
- în 1976 erau 17800 locuitori, din care 4000 de confesiune evanghelică

Prin emigrarea masivă după 1989, numărul locuitorilor de confesiune evanghelică a scăzut drastic, astfel că în 1992 mai erau 755 evanghelici, pentru ca 1994 să mai rămână doar 514.
|  | Graficele sunt indisponibile din cauza unor probleme tehnice. Mai multe informații se găsesc la Phabricator și la wiki-ul MediaWiki. |

Date: Recensăminte sau birourile de statistică - grafică realizată de Wikipedia

## Personalități
- Johann Bergleiter (1774-1843), episcop evanghelic al Transilvaniei
- Caspar Helth, cunoscut și sub numele de Gáspár Heltai (circa 1520-1574), teolog protestant evanghelic și mai apoi calvinist (reformat), scriitor, editor și tipograf
- Gheorghe Ucenescu (1830-1896), cântăreț și dascăl român, presupusul autor al imnului Deșteaptă-te, române!
- Oskar Paulini (1904-1980), scriitor
- Karin Gündisch (1948- ), scriitoare
- Gustav Gündisch (1907-1996), istoric
- Ferenc Wanek (Franz Wanek) (n. 1944) geolog, lector universitar
- Lucian Vințan (1962-2019), profesor universitar de ingineria calculatoarelor, membru titular al Academiei de Științe Tehnice din România
- Teodora Albon (n. 1977), arbitră internațională de fotbal
- Cendana Trifan (n. 1988), actriță
- Rareș Florin Stoica (n. 1989), actor

## Religie
În Cisnădie se găsesc două biserici ortodoxe, o biserică evanghelică lutherană,o biserică greco-catolică și mai multe case de rugăciune ale unor culte neo-protestante sau organizații religioase.

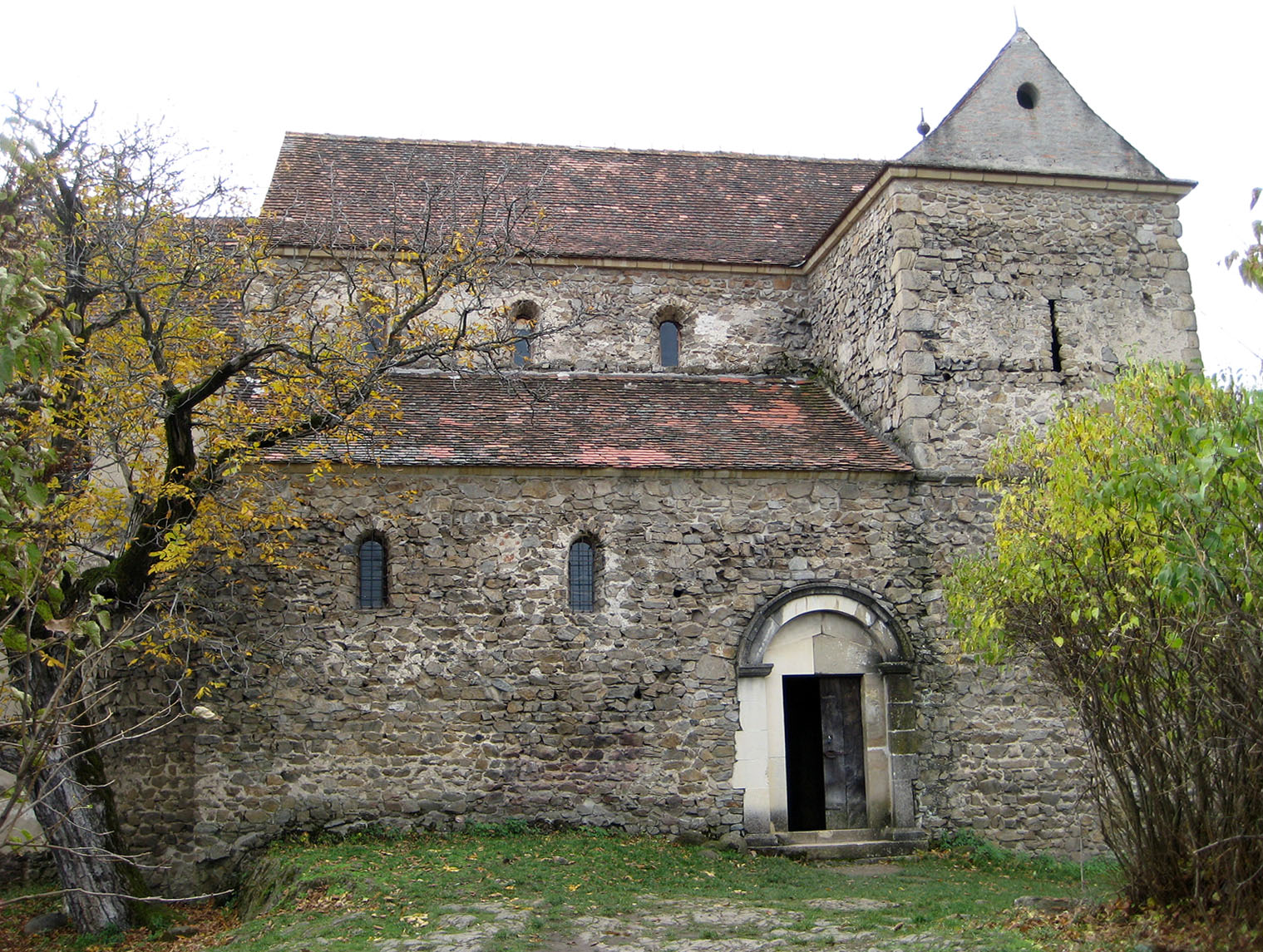
Biserica din Cisnădioara, situată în imediata vecinătate a Cisnădiei

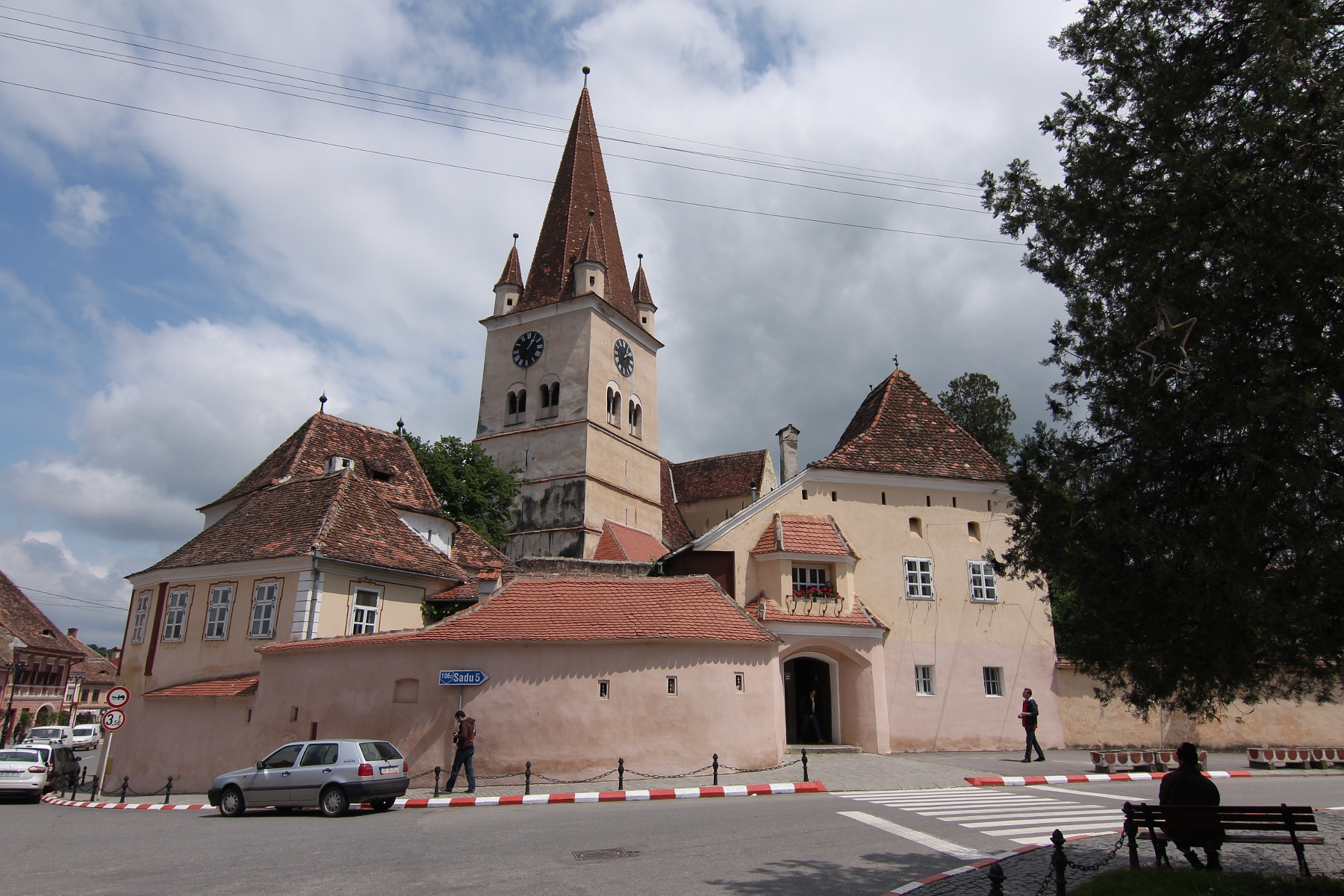
Biserica fortificată din Cisnădie

## Politică și administrație
Orașul Cisnădie este administrat de un primar și un consiliu local compus din 19 consilieri. Primarul, Mircea Orlățan[*], de la Alianța Dreapta Unită, este în funcție din 1 noiembrie 2024. Începând cu alegerile locale din 2024, consiliul local are următoarea componență pe partide politice:
|  | Partid                                     | Consilieri | Componența Consiliului | Componența Consiliului | Componența Consiliului | Componența Consiliului | Componența Consiliului | Componența Consiliului | Componența Consiliului |
|  | ------------------------------------------ | ---------- | ---------------------- | ---------------------- | ---------------------- | ---------------------- | ---------------------- | ---------------------- | ---------------------- |
|  | Alianța Dreapta Unită                      | 7          |                        |                        |                        |                        |                        |                        |                        |
|  | Partidul Național Liberal                  | 5          |                        |                        |                        |                        |                        |                        |                        |
|  | Partidul Social Democrat                   | 3          |                        |                        |                        |                        |                        |                        |                        |
|  | Alianța pentru Unirea Românilor            | 2          |                        |                        |                        |                        |                        |                        |                        |
|  | Forumul Democrat al Germanilor din România | 1          |                        |                        |                        |                        |                        |                        |                        |
|  | Partidul Verde                             | 1          |                        |                        |                        |                        |                        |                        |                        |

## Primarii orașului
- 1996 - 2000 - Adrian-Doru Cristea, Independent
- 2000 - 2004 - Dan Barsu, de la PD
- 2004 - 2008 - Johann Krech, de la FDGR
- 2008 - 2012 - Johann Krech, de la FDGR
- 2012 - 2016 - Gheorghe Huja, de la USL
- 2016 - 2020 - Gheorghe Huja, de la PNL
- 2020 - 2024 - Gheorghe Huja, de la PNL
- 2024 - 2028 - Mircea Orlățan, de la ADU

## Localități înfrățite
- Château-Thierry (Franța)
- Wernigerode (Germania, Sachsen-Anhalt)

## Imagini

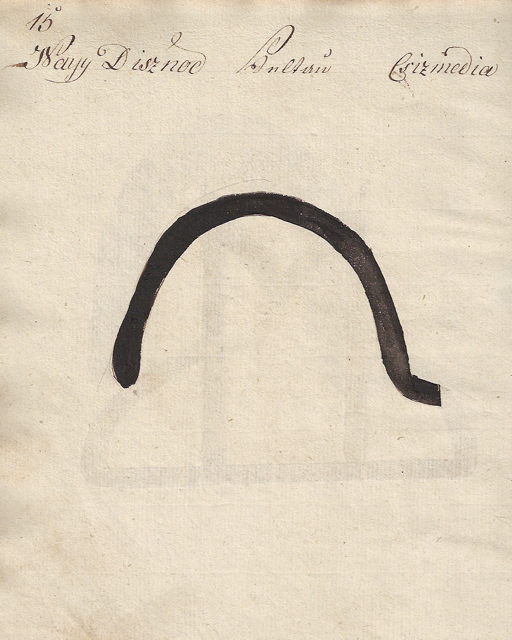
1826 - Danga pentru vitele din Cisnadie
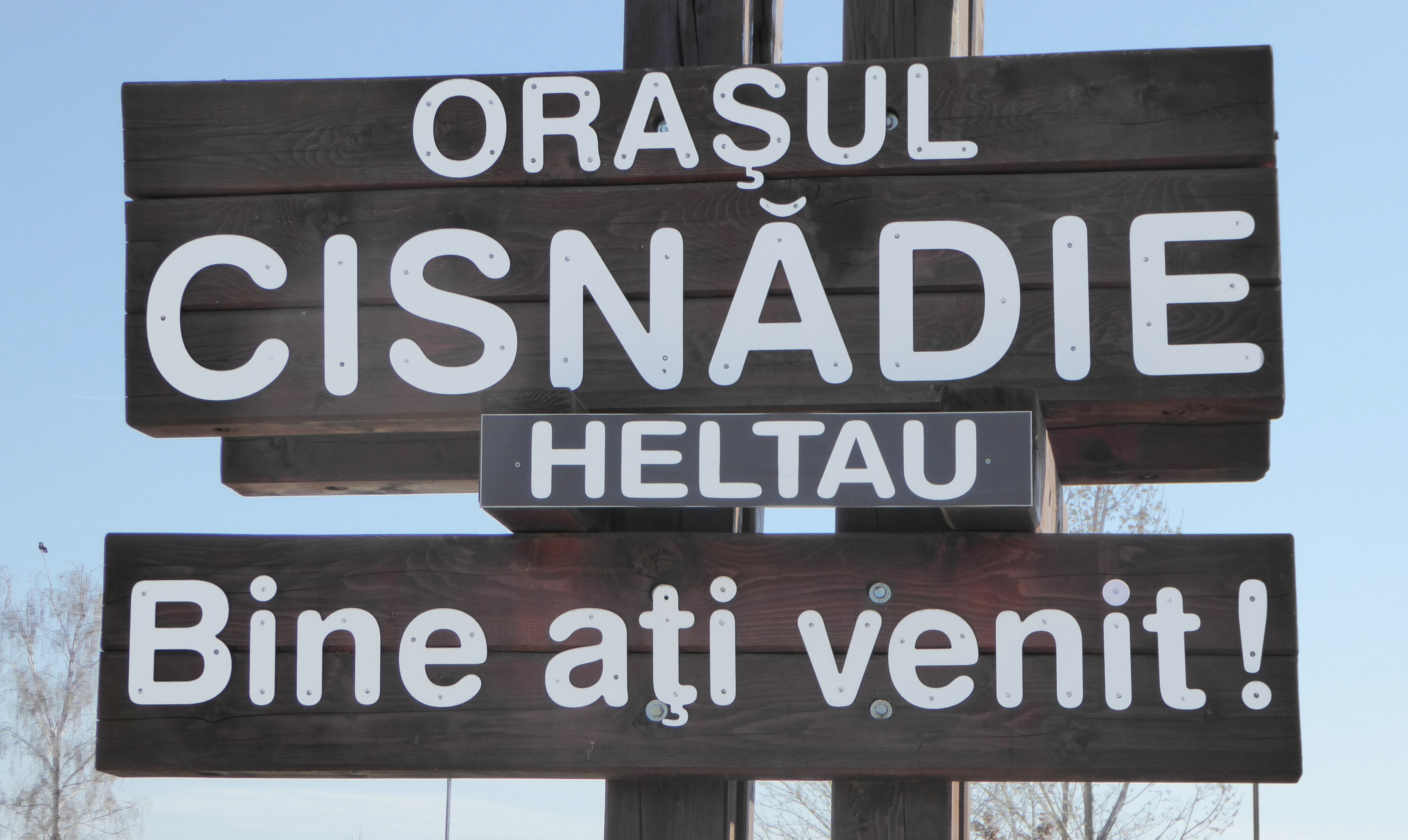
Intrarea în localitate
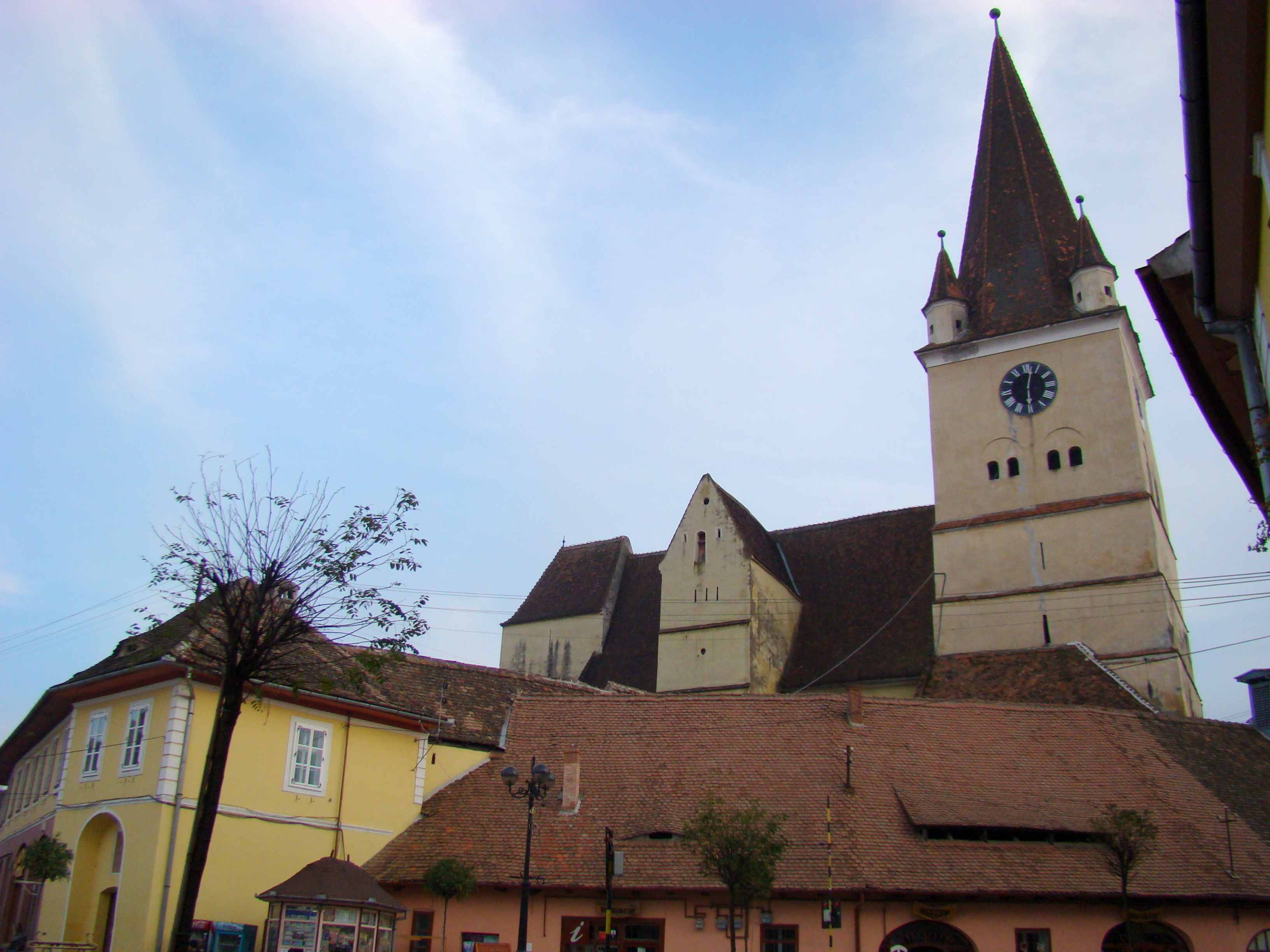
Cisnădie (Biserica fortificată)
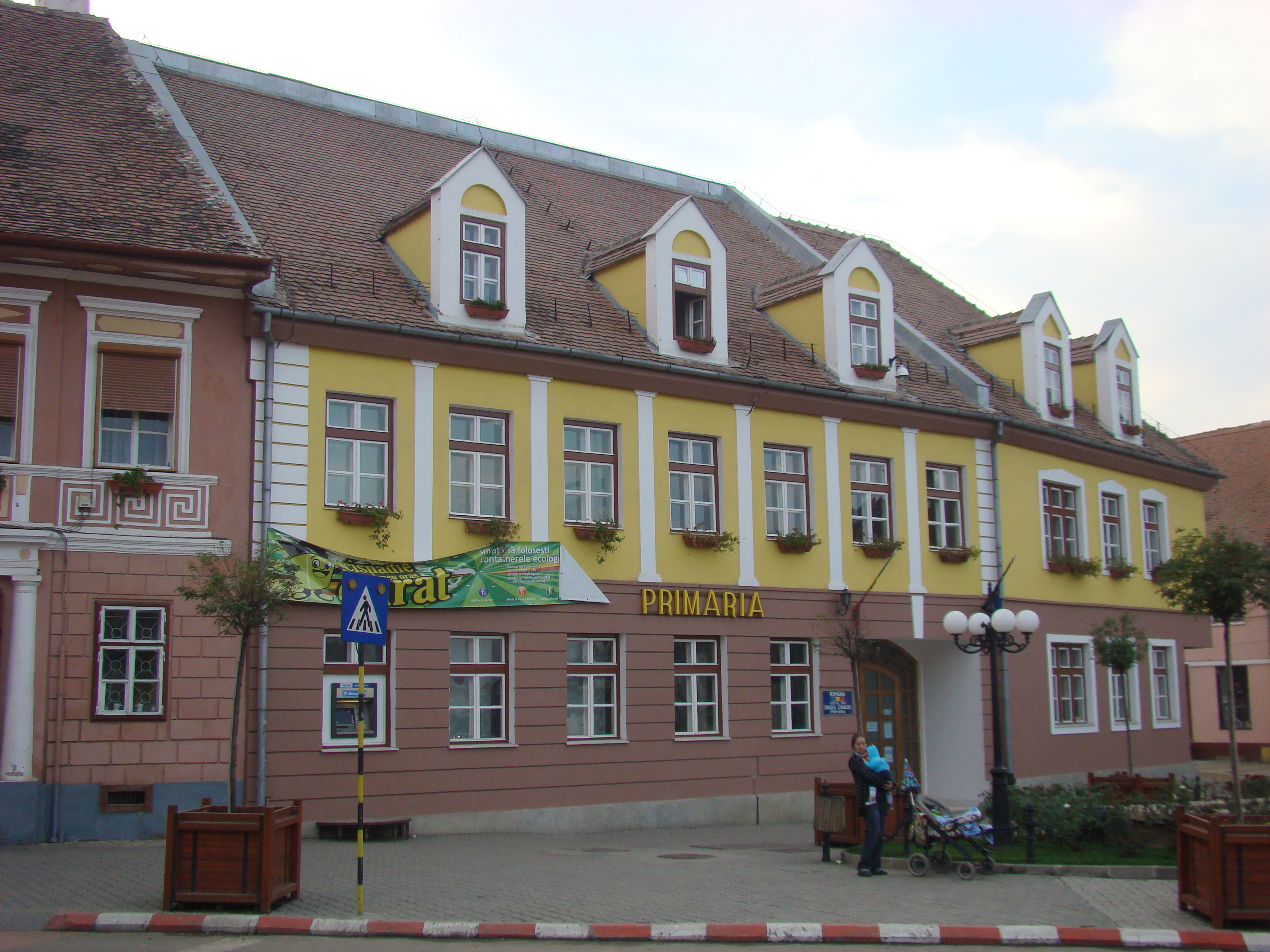
Primăria orașului Cisnădie
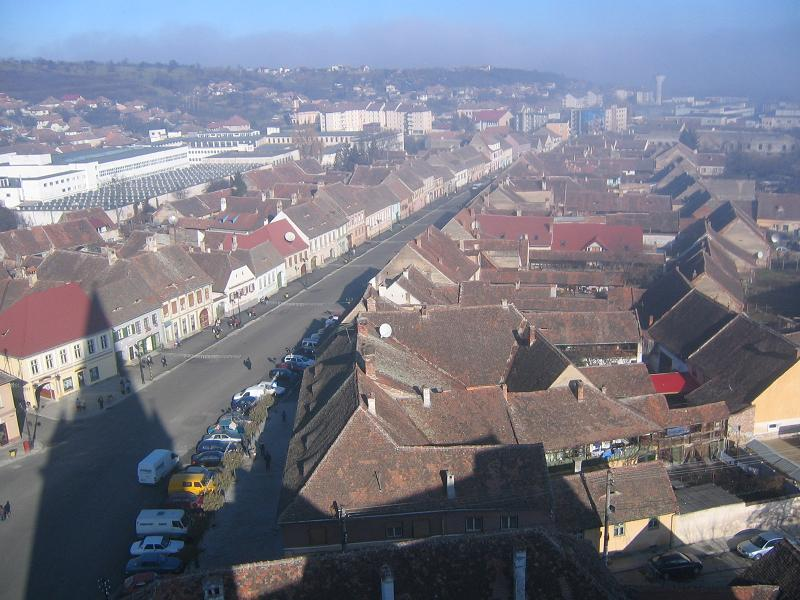
Cisnădie (vedere din turnul bisericii fortificate)
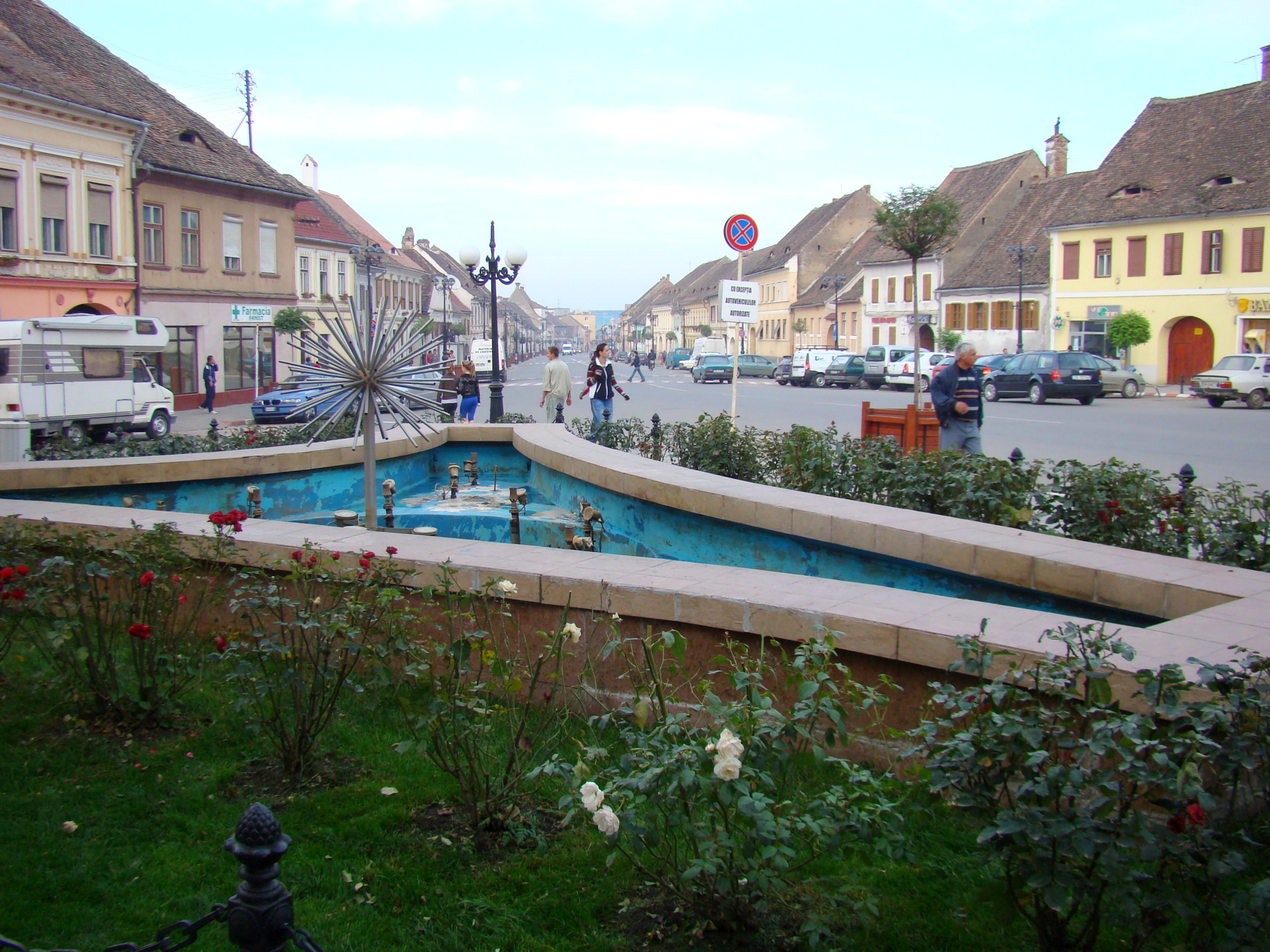
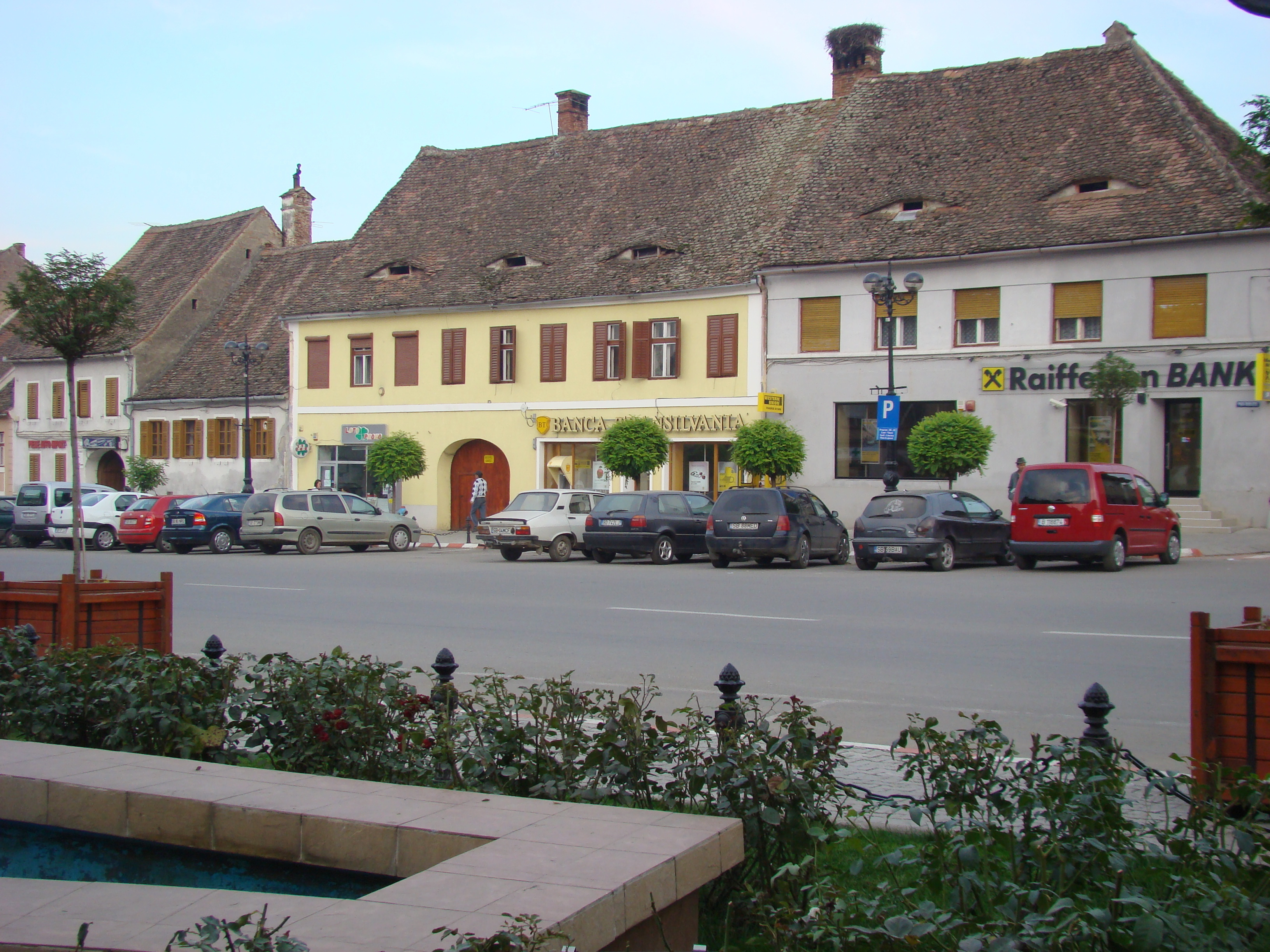
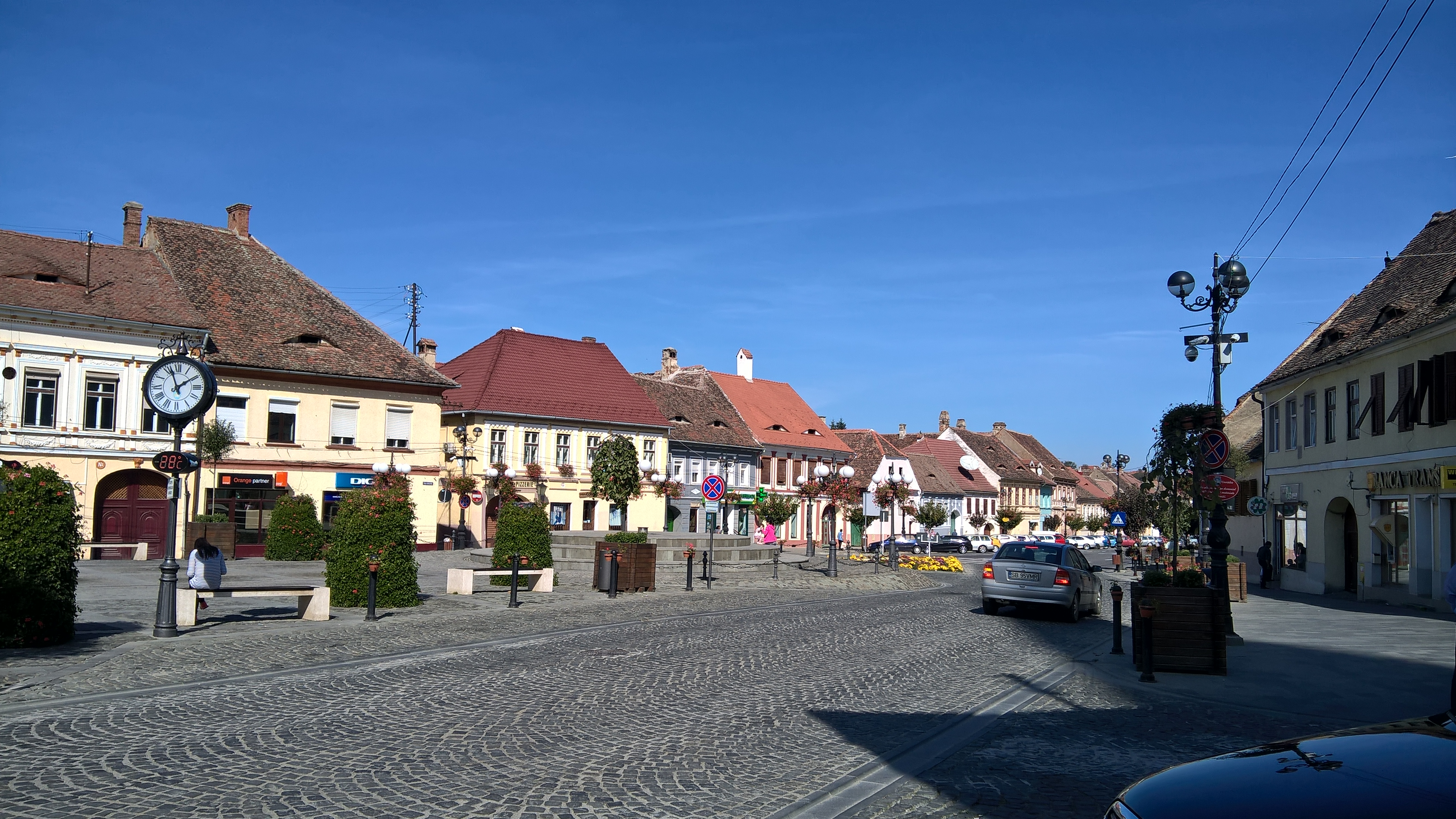
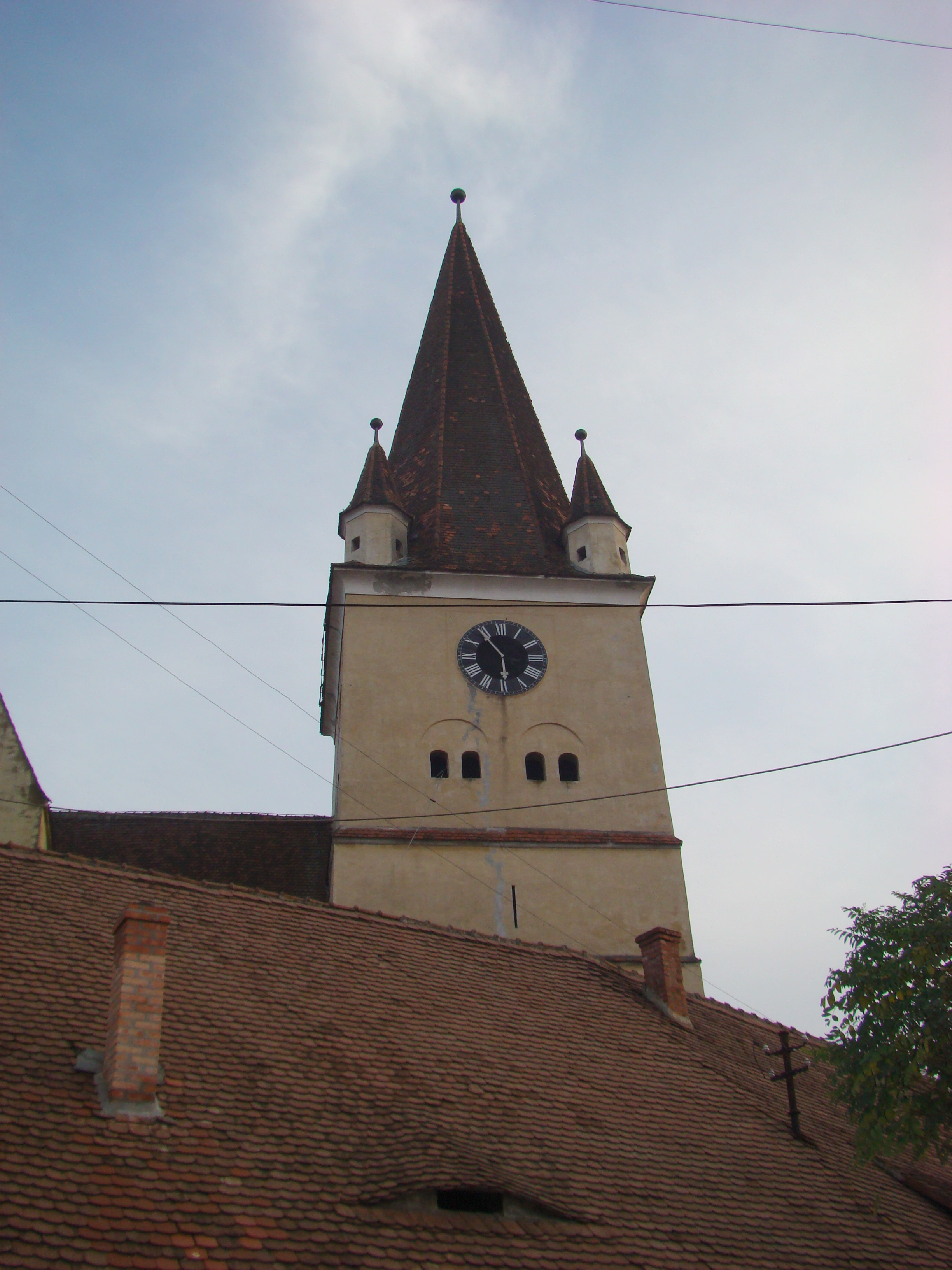
Turnul cu ceas
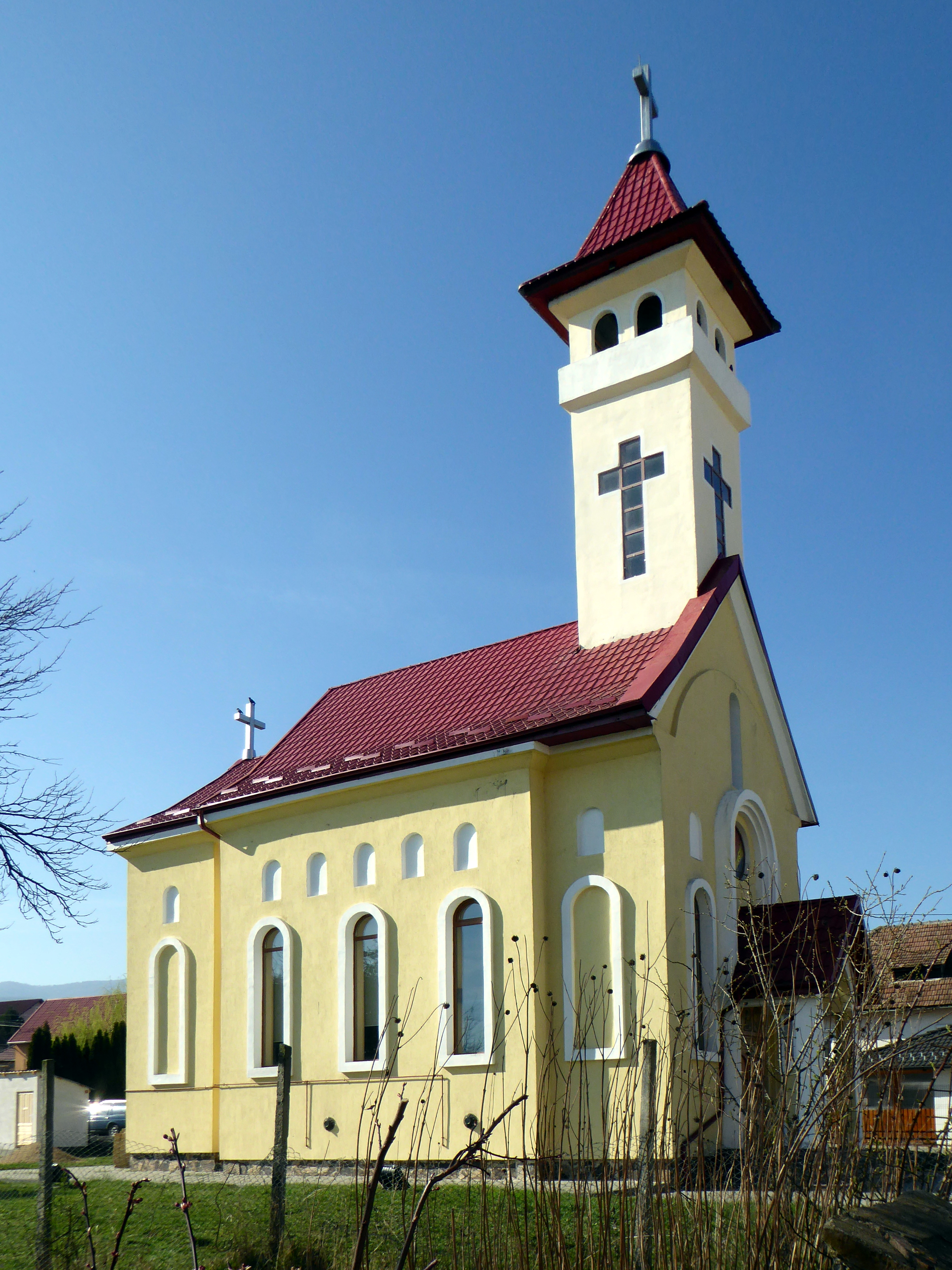
Biserica greco-catolică
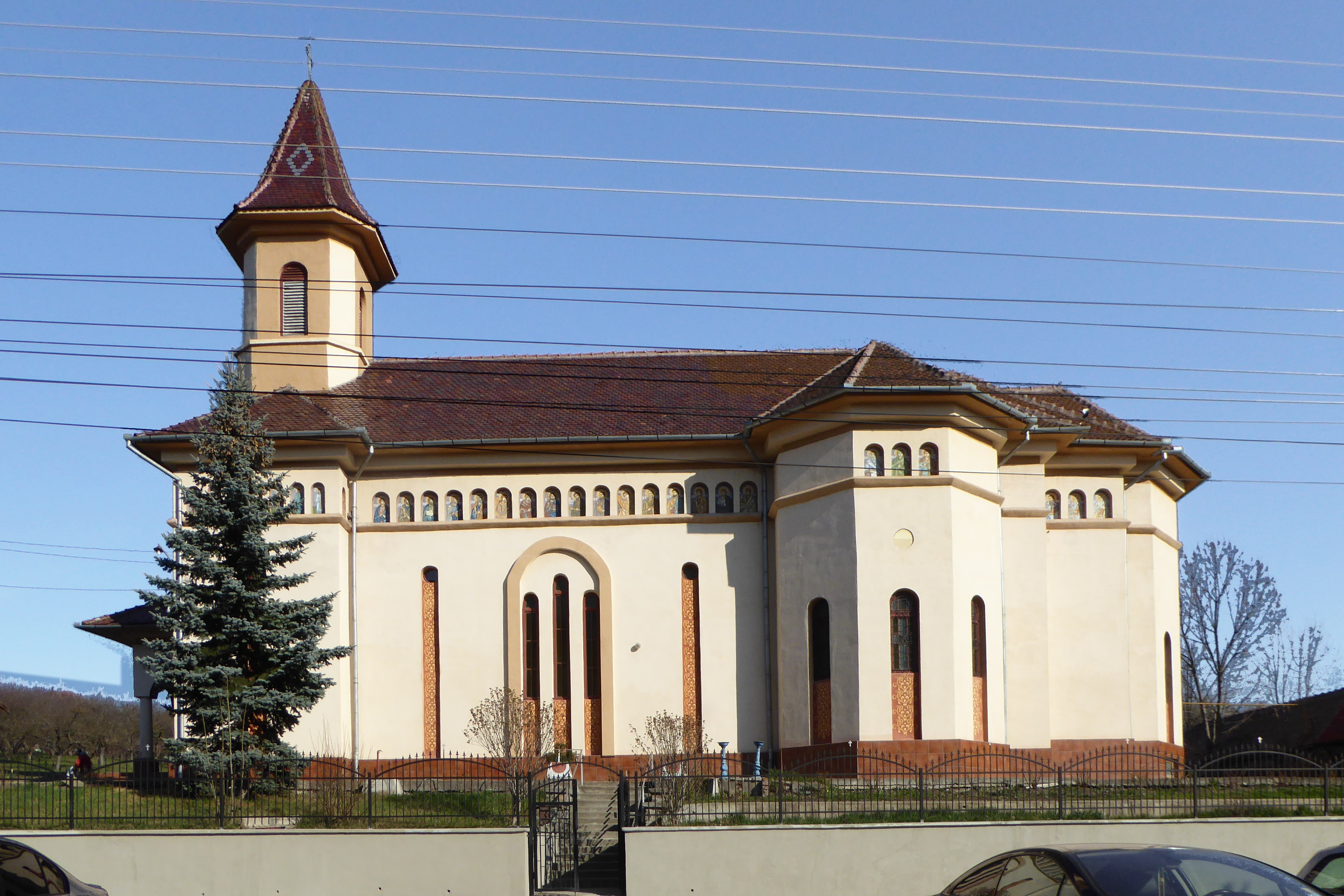
Biserica ortodoxă
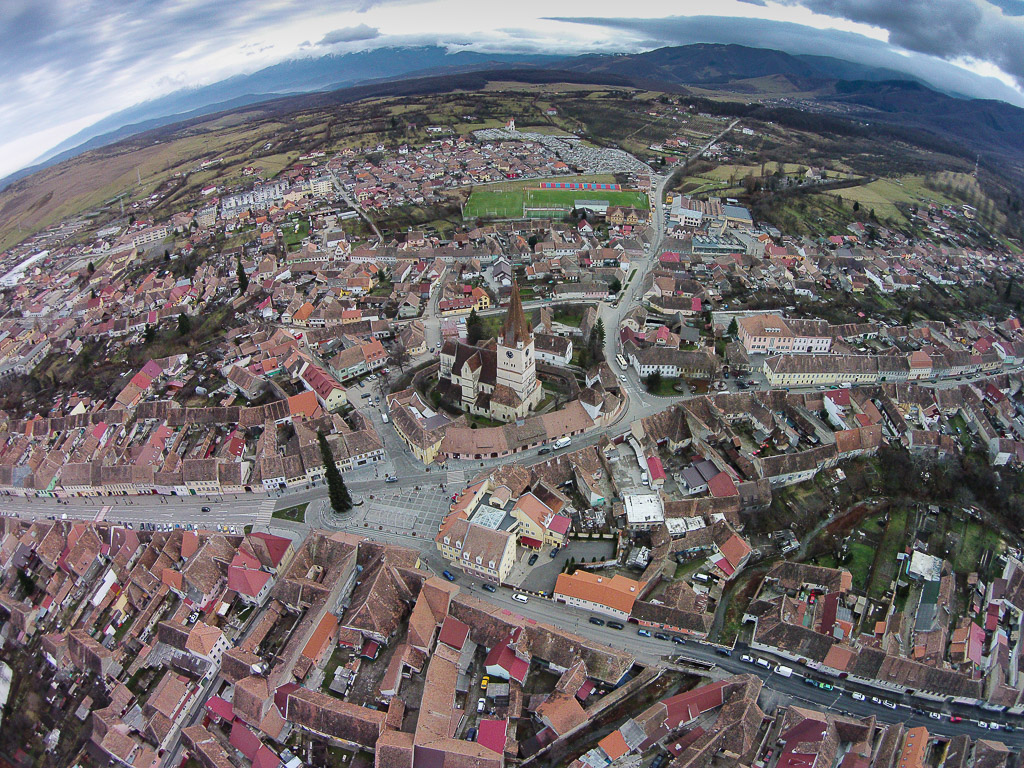